# Joseph Dodge
 (juillet 2025).
Si vous disposez d'ouvrages ou d'articles de référence ou si vous connaissez des sites web de qualité traitant du thème abordé ici, merci de compléter l'article en donnant les références utiles à sa vérifiabilité et en les liant à la section « Notes et références ».
Joseph Morrell Dodge, né à Détroit le 18 novembre 1890 et mort dans cette même ville le 2 décembre 1964 est un ancien directeur de la  Detroit Bank and Trust Company. Il est surtout connu pour avoir pris part comme conseiller dans les processus de stabilisation économique de l'Allemagne et du Japon pendant la période d'après-guerre.

## Biographie
Joseph Morrell Dodge a vu le jour le 18 novembre 1890 à Détroit dans le Michigan. 